# Туртапка
Туртапка (рос. Туртапка) — село в Виксинському міському окрузі Нижньогородської області Російської Федерації.
Населення становить 1018 осіб. Входить до складу муніципального утворення Міський округ місто Викса.

## Історія
Раніше населений пункт належав до ліквідованого 2011 року Виксинського району. До 2011 року входило до складу муніципального утворення Туртапінська сільрада.

## Населення
| 1859 | 1897 | 1905  | 1999 | 2002 | 2010  |
| ---- | ---- | ----- | ---- | ---- | ----- |
| 507  | ↗905 | ↗1004 | ↘924 | ↘911 | ↗1018 |